# Leucospis nambui
Leucospis nambui is een vliesvleugelig insect uit de familie Leucospidae. De wetenschappelijke naam is voor het eerst geldig gepubliceerd in 1977 door Habu.